# Kőbánya felső vasútállomás
A Kőbánya felső vasútállomás egy budapesti vasútállomás, melyet a MÁV üzemeltet.

## Vasútvonalak
Az állomást az alábbi vasútvonalak érintik:
- Budapest–Sátoraljaújhely-vasútvonal
- Budapest–Újszász–Szolnok-vasútvonal
- Kőbánya felső–Rákosrendező-vasútvonal

## Kapcsolódó állomások
A vasútállomáshoz az alábbi állomások vannak a legközelebb:
A Budapest–Záhony-vasútvonalhoz Kőbányai teherpályaudvaron keresztül a „királyvágány” nyújt összeköttetést.
- Budapest-Keleti pályaudvar
- Rákos vasútállomás
- Rákosszentmihály vasútállomás
- Ferencváros vasútállomás

## Megközelítés budapesti tömegközlekedéssel
- Busz:  10
- Villamos:  37, 37A

## Forgalom
| Járat                  | Útvonal | Gyakoriság                                                           |
| ---------------------- | --- | -------------------------------------------------------------------- |
| S60                    | Budapest-Keleti – Kőbánya felső – Rákos – Rákoshegy – Rákoskert – Ecser – Maglód – Maglódi nyaraló – Gyömrő – Mende – Pusztaszentistván – Sülysáp (– Szőlősnyaraló – Tápiószecső – Szentmártonkáta – Nagykáta – Tápiószentmárton – Farmos – Tápiószele – Tápiógyörgye – Újszász – Zagyvarékas – Szolnok) | Kb. félóránként                                                      |
| G60                    | Budapest-Keleti – Kőbánya felső – Rákos – (Szolnok felé: Rákoshegy → Gyömrő → Mende; Budapest felé: Gyömrő ←) Sülysáp – Szőlősnyaraló – Tápiószecső – Szentmártonkáta – Nagykáta – Tápiószentmárton – Farmos – Tápiószele – Tápiógyörgye – Újszász – Zagyvarékas – Szolnok | Reggel Budapest felé 20–30 percenként, délután Szolnok felé óránként |
| Z60                    | Budapest-Keleti – Kőbánya felső – Rákos – Sülysáp – Szőlősnyaraló – Tápiószecső – Szentmártonkáta – Nagykáta – Tápiószentmárton – Farmos – Tápiószele – Tápiógyörgye – Újszász – Zagyvarékas – Szolnok | Óránként                                                             |
| S80                    | Budapest-Keleti – Kőbánya felső – Rákos – Akadémiaújtelep – Rákosliget – Rákoscsaba-Újtelep – Rákoscsaba – Pécel – Isaszeg – Gödöllő-Állami telepek – Gödöllő (– Máriabesnyő – Bag – Aszód – Hévízgyörk – Galgahévíz – Tura – Hatvan – napi 1 tovább Füzesabony felé) | Félóránként                                                          |
| személyvonat           | Gyöngyös → Gyöngyöshalász → Vámosgyörk → Hatvan → Tura → Aszód → Bag → Máriabesnyő → Gödöllő → Isaszeg → Pécel → Rákoscsaba → Rákoscsaba-Újtelep → Rákosliget → Akadémiaújtelep → Rákos → Kőbánya felső → Budapest-Keleti | Napi 1 Budapest felé                                                 |
| Jégmadár expresszvonat | Szob – Szob alsó – Zebegény – Nagymaros – Nagymaros-Visegrád – Kismaros – Verőce – Vác – Vác-Alsóváros – Felsőgöd – Dunakeszi-Gyártelep – Rákospalota-Újpest – Kőbánya felső – Budapest-Kelenföld – Velence – Székesfehérvár – Balatonaliga – Szabadisóstó – Szabadifürdő – Siófok – Balatonszéplak felső – Balatonszéplak alsó – Zamárdi felső – Zamárdi – Szántód – Balatonföldvár – Balatonszemes – Balatonlelle – Balatonboglár – Fonyódliget – Fonyód                                                 | Nyáron napi 1 pár                                                    |
| Vitorlás InterRégió    | Szolnok – Újszász – Nagykáta – Szentmártonkáta – Tápiószecső – Szőlősnyaraló – Sülysáp – Pusztaszentistván – Mende – Gyömrő – Maglódi nyaraló – Maglód – Ecser – Rákoskert – Rákoshegy – Rákos – Kőbánya felső – Ferencváros – Budapest-Kelenföld – Velence – Székesfehérvár – Balatonaliga – Szabadisóstó – Szabadifürdő – Siófok – Balatonszéplak felső – Balatonszéplak alsó – Zamárdi felső – Zamárdi – Szántód – Balatonföldvár – Balatonszemes – Balatonlelle – Balatonboglár – Fonyódliget – Fonyód | Nyári hétvégéken napi 1 pár                                          |